# Tonde Saitama
Série
Tonde Saitama: Biwako yori ai o komete
(2023)
Pour plus de détails, voir Fiche technique et Distribution.
Tonde Saitama (翔んで埼玉, litt. « Emmène-moi à Saitama ») est un film japonais réalisé par Hideki Takeuchi (ja) et sorti en 2019 au Japon. C'est l’adaptation du manga homonyme de Mineo Maya (publié de 1982 à 1983).

## Synopsis
Dans un Japon alternatif, les personnes originaires de Saitama sont persécutées et cachent leur origine. Tous espèrent l'abolition des visas pour parvenir à la métropole sans être arrêtés. À Tokyo, Momomi Hakuhodo (Fumi Nikaidō) est un lycéen très populaire, fils du gouverneur de la ville et président du conseil des élèves de la prestigieuse académie Hokuhodo. Il rencontre un jour Rei Asami (Gackt Camui), de retour de ses études aux États-Unis. Ils sont attirés l'un envers l'autre mais Asami est originaire de Saitama.

## Musique
La bande originale du film a été composée par le duo japonais Face 2 fAKE, reconnu pour ses œuvres dans le domaine de la musique de film.

## Fiche technique
- Titre original : 翔んで埼玉 (Tonde Saitama?)
- Réalisateur : Hideki Takeuchi (ja)
- Date de sortie :
  - Japon : 22 février 2019[2]

## Distribution
- Fumi Nikaidō : Momomi Hakuhodo
- Gackt Camui : Rei Asami
- Yūsuke Iseya : Sho Akutsu
- Masaki Kyōmoto (en) : le duc de Saitama
- Shōtarō Mamiya (en) : le jeune homme de Saitama
- Ryō Katō (en) : Nobuo Shimokawa
- Tsubasa Masuwaka (en) : Okayo
- Kumiko Takeda (en) : Keiko Hakuhodo
- Akaji Maro : Sojyuro Saionji

## Accueil
Tonde Saitama est premier du box-office japonais de 2019 lors de sa première semaine d'exploitation.